# Rio Grande Valley Vipers 2012-2013
La stagione 2012-13 dei Rio Grande Valley Vipers fu la 6ª nella NBA D-League per la franchigia.
I Rio Grande Valley Vipers vinsero la Central Division con un record di 35-15. Nei play-off vinsero i quarti di finale con i Maine Red Claws (2-0), le semifinali con i Tulsa 66ers (2-0), vincendo poi il titolo battendo nella finale i Santa Cruz Warriors (2-0).

## Roster
| N° | Naz.                   | Ruolo | Sportivo           | Anno | Alt. | Peso |
| -- | ---------------------- | ----- | ------------------ | ---- | ---- | ---- |
| 2  | Stati Uniti (bandiera) | G     | Patrick Beverley   | 1988 | 185  | 84   |
| 2  | Stati Uniti (bandiera) | AC    | Greg Smith         | 1991 | 208  | 113  |
| 4  | Stati Uniti (bandiera) | G     | Demetri McCamey    | 1989 | 191  | 91   |
| 4  | Stati Uniti (bandiera) | G     | Maalik Wayns       | 1991 | 185  | 88   |
| 7  | Stati Uniti (bandiera) | A     | Tyler Honeycutt    | 1990 | 203  | 85   |
| 9  | Stati Uniti (bandiera) | GA    | Toure' Murry       | 1989 | 196  | 91   |
| 10 | Stati Uniti (bandiera) | GA    | Chris Johnson      | 1990 | 198  | 91   |
| 11 | Stati Uniti (bandiera) | G     | Scott Machado      | 1990 | 185  | 93   |
| 11 | Stati Uniti (bandiera) | G     | Christian Polk     | 1987 | 191  | 88   |
| 12 | Stati Uniti (bandiera) | G     | Tajuan Porter      | 1988 | 170  | 70   |
| 13 | Stati Uniti (bandiera) | G     | Terrel Harris      | 1987 | 196  | 102  |
| 14 | Stati Uniti (bandiera) | G     | Kyle Fogg          | 1990 | 191  | 83   |
| 15 | Stati Uniti (bandiera) | G     | Andrew Goudelock   | 1988 | 191  | 91   |
| 17 | Stati Uniti (bandiera) | A     | Mike Singletary    | 1988 | 198  | 100  |
| 18 | Stati Uniti (bandiera) | A     | Damian Saunders    | 1988 | 203  | 97   |
| 19 | Stati Uniti (bandiera) | A     | Terrence Jones     | 1992 | 206  | 114  |
| 23 | Stati Uniti (bandiera) | GA    | D.J. Kennedy       | 1989 | 198  | 98   |
| 23 | Stati Uniti (bandiera) | A     | Wesley Witherspoon | 1990 | 206  | 98   |
| 24 | Stati Uniti (bandiera) | G     | Glen Rice          | 1991 | 198  | 98   |
| 22 | Lituania (bandiera)    | C     | Donatas Motiejūnas | 1990 | 213  | 101  |
| 33 | Stati Uniti (bandiera) | A     | DeVon Hardin       | 1986 | 211  | 107  |
| 33 | Stati Uniti (bandiera) | A     | Royce White        | 1991 | 203  | 118  |
| 34 | Stati Uniti (bandiera) | C     | Hassan Whiteside   | 1989 | 213  | 118  |
| 44 | Stati Uniti (bandiera) | C     | Chris Daniels      | 1984 | 213  | 120  |
| 44 | Germania (bandiera)    | AC    | Tim Ohlbrecht      | 1988 | 211  | 116  |
| 50 | Stati Uniti (bandiera) | A     | Jeff Adrien        | 1986 | 201  | 111  |
| 50 | Stati Uniti (bandiera) | C     | Vernon Macklin     | 1986 | 208  | 103  |

## Staff tecnico
- Allenatore: Nick Nurse
- Vice-allenatori: Matt Brase, Doug West
- Preparatore atletico: Craig Skinner